# Vielmanay
Vielmanay est une commune française située dans le département de la Nièvre, en région Bourgogne-Franche-Comté.

## Géographie
Vielmanay est un village situé à une quinzaine de kilomètres au nord-est de La Charité-sur-Loire (Nièvre). À l'écart des principaux axes de circulation, la commune, qui s'étend sur plus de 21 km2, ne compte que 189 habitants (recensement de 2013).
Outre le bourg, la commune regroupe une petite vingtaine de hameaux et de domaines isolés : Bellevue, la Bonnetterie, les Brunets, Coche, les Hottes, les Jolis, la Jouganderie, le Lignou, la Mie au Roy, Pète-Loup, la Piquerie, les Pivotins, les Princelets, les Revenus, la Ronce, la Sansonnerie, la Tour et Vieux-Moulin.

### Climat
Pour des articles plus généraux, voir Climat de la Bourgogne-Franche-Comté et Climat de la Nièvre.
En 2010, le climat de la commune est de type climat océanique dégradé des plaines du Centre et du Nord, selon une étude du Centre national de la recherche scientifique s'appuyant sur une série de données couvrant la période 1971-2000. En 2020, Météo-France publie une typologie des climats de la France métropolitaine dans laquelle la commune est exposée à un climat océanique altéré et est dans la région climatique  Centre et contreforts nord du Massif Central, caractérisée par un air sec en été et un bon ensoleillement. 
Pour la période 1971-2000, la température annuelle moyenne est de 11,2 °C, avec une amplitude thermique annuelle de 15,9 °C. Le cumul annuel moyen de précipitations est de 794 mm, avec 11,7 jours de précipitations en janvier et 7,6 jours en juillet. Pour la période 1991-2020, la température moyenne annuelle observée sur la station météorologique de Météo-France la plus proche, « Premery », sur la commune de Prémery à 19 km à vol d'oiseau, est de 11,1 °C et le cumul annuel moyen de précipitations est de 911,1 mm. 
La température maximale relevée sur cette station est de 40,5 °C, atteinte le 11 août 2003 ; la température minimale est de −15,1 °C, atteinte le 26 janvier 2007,,. 
Les paramètres climatiques de la commune ont été estimés pour le milieu du siècle (2041-2070) selon différents scénarios d'émission de gaz à effet de serre à partir des nouvelles projections climatiques de référence DRIAS-2020. Ils sont consultables sur un site dédié publié par Météo-France en novembre 2022.

## Urbanisme

### Typologie
Au 1er janvier 2024, Vielmanay est catégorisée commune rurale à habitat très dispersé, selon la nouvelle grille communale de densité à sept niveaux définie par l'Insee en 2022.
Elle est située hors unité urbaine et hors attraction des villes,.

### Occupation des sols
L'occupation des sols de la commune, telle qu'elle ressort de la base de données européenne d’occupation biophysique des sols Corine Land Cover (CLC), est marquée par l'importance des territoires agricoles (63,8 % en 2018), en diminution par rapport à 1990 (64,9 %). La répartition détaillée en 2018 est la suivante : terres arables (53,8 %), forêts (34,1 %), prairies (6,1 %), zones agricoles hétérogènes (3,9 %), milieux à végétation arbustive et/ou herbacée (2,1 %). L'évolution de l’occupation des sols de la commune et de ses infrastructures peut être observée sur les différentes représentations cartographiques du territoire : la carte de Cassini (XVIIIe siècle), la carte d'état-major (1820-1866) et les cartes ou photos aériennes de l'IGN pour la période actuelle (1950 à aujourd'hui).

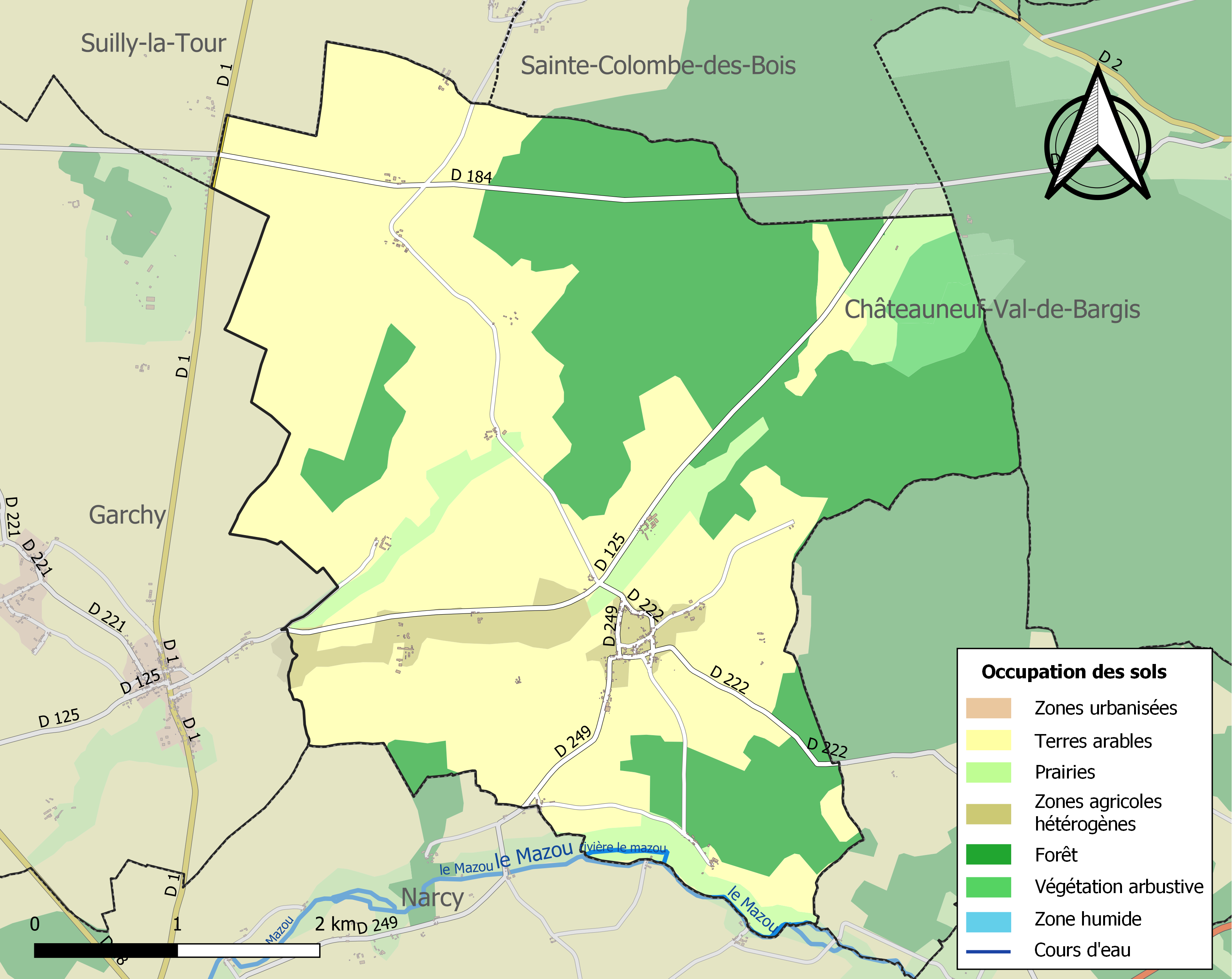
Carte des infrastructures et de l'occupation des sols de la commune en 2018 (CLC).

## Toponymie
On relève les formes suivantes du nom de la commune : Mannacense monasterium (VIe siècle), Le Viel-Manay (1526), Mannayum (1535), Le Viel-Mannay (1576) et Manay (1678).
Le nom de la commune viendrait du nom d'homme gaulois Mannus et du suffixe -acum.

## Histoire

### Préhistoire, protohistoire et Antiquité
Le site de Vielmanay est habité dès la Préhistoire. Le tumulus de la Bonneterie (1,8 km nord-ouest du bourg), fouillé par Robert Octobon de 1970 à 1979 et dont les travaux ont été continués et publiés en 2002 par Adam, Le Blay & Pautrat, a livré au moins cent vingt sépultures dont beaucoup remaniées ; et un riche mobilier couvrant cinq périodes principales : Paléolithique moyen, Néolithique et Hallstatt dans la couche de préparation ; Néolithique, Hallstatt final et début de La Tène ancienne dans la masse tumulaire ; et, accessoirement, gallo-romain et médiéval.

### Moyen Âge
En 596 le règlement de saint Aunaire, 18e évêque d'Auxerre (572-605), inclut le monastère de Mannay dans le rota de prières du diocèse. Saint Aunaire, décédé en 603 ou 605, lègue la terre de Manay (qui fait partie de la paroisse de Bouzy) à l'église Saint-Étienne d'Auxerre.
L'abbaye de Coche est fondée en 1218 par Hervé IV de Donzy († 1222) et sa femme Mahaut de Courtenay (~1188-† 29 juillet 1257). Elle se trouve au bord de l'Asvins, en lisière des bois de Bellary, non loin du hameau actuel de Coche à 1,5 km au nord-ouest du village.
En 1425, Perrinet Gressart, aventurier au service du duc de Bourgogne, se vante d'avoir recouvré les places de Châteauneuf-Val-de-Bargis et de Vieux-Moulin (Vielmanay).
Vers 1560, l'abbaye de Coche est détruite par les huguenots.

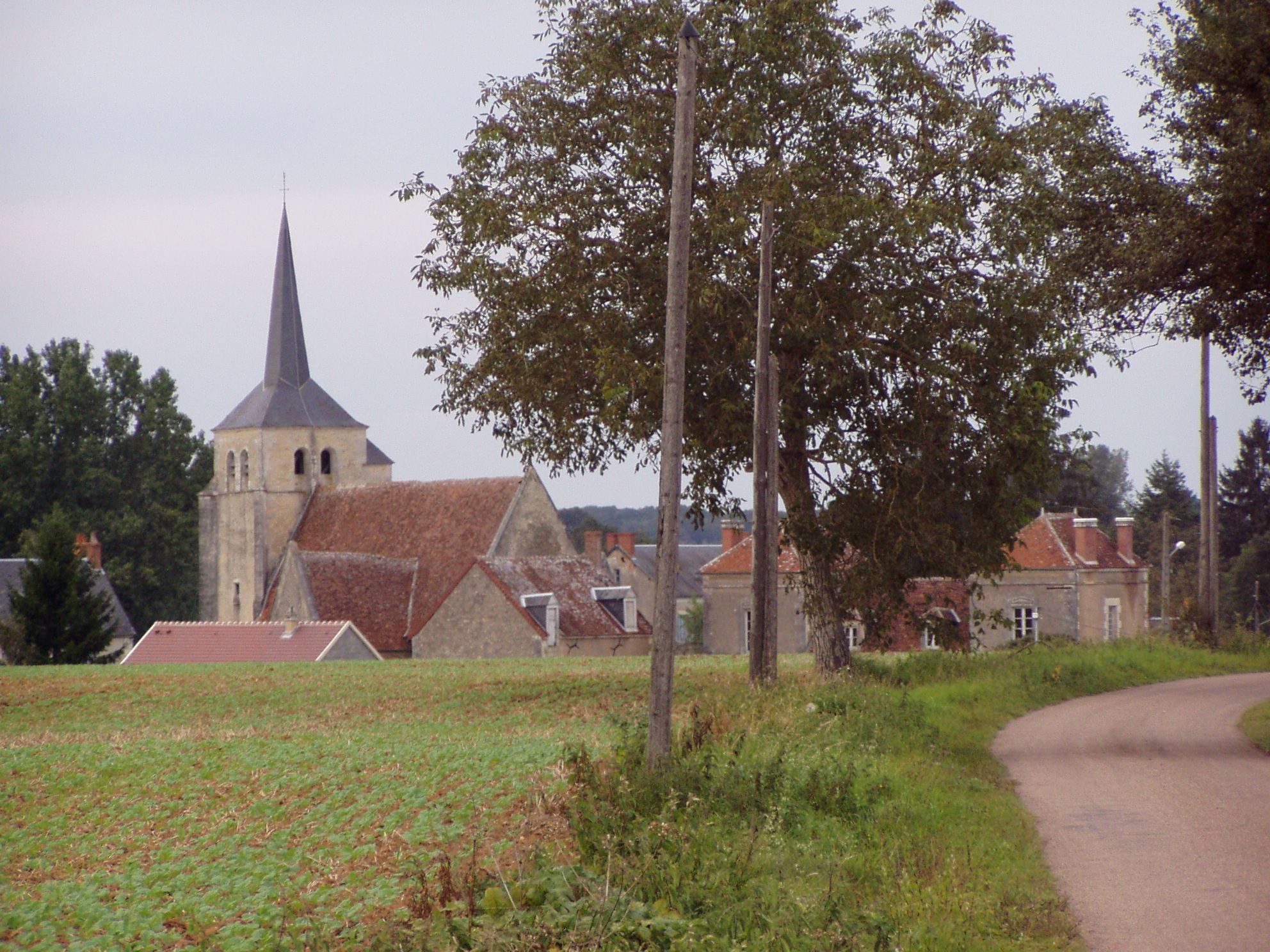
Vielmanay et l'église Saint-Pierre-aux-Liens.

Le 20 août 1685, visite d'André Colbert, 102e évêque d'Auxerre (1676-1704) ; à cette occasion, on apprend que la paroisse compte environ « 488 ames dont il y a environ 300 co[mmun]ians, qu'il y a plusieurs maisons eparses et separéez les unes des autres […]. Il n'y a ny jureurs ny blasphemateurs publics et autres personnes semblables. Il y en a plusieurs parmy ceux qui sont charbonniers, mineurs, chartiers et autres personnes semblables qui jurent par mauvaise habitude. Et sur ce que nous avons sceu qu'autres fois il se faisoit parmy lesd[its] charbonniers et mineurs un serment particulier fort mechant, led[it] s[ieu]r nous a asseuré qu'ils n'estoient plus dans cette pratique. ».

### XVIIIesiècle
Le 5 octobre 1788, le nouveau cimetière est béni ; il est situé à l'est du chœur de l'église.
Le 26 mars 1793, le curé du village, Augustin Marille, est arrêté puis déporté. Il est soupçonné de sympathies contre-révolutionnaires.

### XXesiècle
En 1903, une grave épidémie de fièvre typhoïde sévit dans la commune, entraînant de nombreux décès.
En 1906, le nombre d'habitants de Vielmanay, qui compte 140 maisons, s'élève à 531 individus. La commune compte un instituteur et une institutrice publics, un curé, un garde champêtre, deux cantonniers et deux gardes particuliers. Il y a dix commerçants : 4 épiciers-épicières, 2 boulangers, 1 boucher, 1 cabaretier, 1 aubergiste-buraliste et 1 négociant. Les artisans sont nombreux : 12 couturières, 3 lingères, 2 maréchaux-ferrants, 2 menuisiers, 2 charrons, 1 couvreur, 1 sabotier, 1 meunier et 1 tailleur d’habits. La profession la plus représentée est celle de journalier (58 individus, en grande majorité employés par l’État), suivie par les domestiques (46), les cultivateurs (24), les fermiers (13), les propriétaires-exploitants (7), les cultivateurs-exploitants (6) et les métayers (2). On recense également dans la commune 2 basse-couriers, 1 berger, 1 jardinier et 1 cocher. Au total, on relève à Vielmanay 30 professions différentes. On n’y trouve, selon le recensement de 1906, ni médecin ni notaire ni sage-femme. Comme dans bon nombre de communes nivernaises, les familles du village accueillent des enfants assistés de la Seine : ils sont 45 à Vielmanay.

## Seigneurs
Des rangs de la famille de Lamoignon sont issus bon nombre des seigneurs, en totalité ou en partie, de Vielmanay. Ainsi relève-t-on les noms de Guillaume de Lamoignon (1368), Renaut de Lamoignon (1382), Pierre de Lamoignon (1412), Guyot de Lamoignon (1461), Charles de Lamoignon (1461), Robert de Lamoignon (1472), Étienne de Lamoignon (1549), Hélin de Lamoignon (1555), André de Lamoignon (1555), Blaise de Lamoignon (1561), Edme de Lamoignon (1561), Gilbert de Lamoignon (1634). D'autres noms nous sont parvenus : Roger de Rabutin (1652), François de Huybert (1655), Edme-Ravaud de Vieilbourg (1684), Nicolas Olivier (1707).
Guillaume de Lamoignon, mort vers 1388, est inhumé en compagnie de sa femme, Jeanne de Troussebois, dans l'église de Vielmanay.

## Armorial
Armorial de quelques-uns des seigneurs de Vielmanay :

Famille de l'Espinasse.
Famille de Lamoignon.
Famille de Marafin[28].
Famille de Rabutin.
Famille de Vieilbourg.

## Politique et administration
| Période                                  | Période  | Identité           | Étiquette | Qualité     |
| ---------------------------------------- | -------- | ------------------ | --------- | ----------- |
| avant 1981                               | ?        | Christian Fontaine | DVG       |             |
| 2015                                     | 2020     | Joël Pot           |           | Agriculteur |
| 2020                                     | En cours | Jean-Marc Baucino  |           | artisan     |
| Les données manquantes sont à compléter. |          |                    |           |             |

## Démographie
L'évolution du nombre d'habitants est connue à travers les recensements de la population effectués dans la commune depuis 1793. Pour les communes de moins de 10 000 habitants, une enquête de recensement portant sur toute la population est réalisée tous les cinq ans, les populations de référence des années intermédiaires étant quant à elles estimées par interpolation ou extrapolation. Pour la commune, le premier recensement exhaustif entrant dans le cadre du nouveau dispositif a été réalisé en 2005.

En 2022, la commune comptait 175 habitants, en évolution de −3,31 % par rapport à 2016 (Nièvre : −3,28 %, France hors Mayotte : +2,11 %).
| 1793 | 1800 | 1806 | 1821 | 1831 | 1836 | 1841 | 1846 | 1851 |
| ---- | ---- | ---- | ---- | ---- | ---- | ---- | ---- | ---- |
| 453  | 523  | 515  | 502  | 550  | 594  | 540  | 611  | 614  |

| 1856 | 1861 | 1866 | 1872 | 1876 | 1881 | 1886 | 1891 | 1896 |
| ---- | ---- | ---- | ---- | ---- | ---- | ---- | ---- | ---- |
| 643  | 652  | 610  | 575  | 616  | 647  | 616  | 587  | 603  |

| 1901 | 1906 | 1911 | 1921 | 1926 | 1931 | 1936 | 1946 | 1954 |
| ---- | ---- | ---- | ---- | ---- | ---- | ---- | ---- | ---- |
| 545  | 531  | 493  | 422  | 392  | 340  | 339  | 308  | 259  |

| 1962 | 1968 | 1975 | 1982 | 1990 | 1999 | 2005 | 2006 | 2010 |
| ---- | ---- | ---- | ---- | ---- | ---- | ---- | ---- | ---- |
| 247  | 229  | 176  | 184  | 190  | 182  | 186  | 183  | 189  |

| 2015 | 2020 | 2022 | - | - | - | - | - | - |
| ---- | ---- | ---- | - | - | - | - | - | - |
| 181  | 177  | 175  | - | - | - | - | - | - |

## Culture locale et patrimoine

### Lieux et monuments
- Abbaye de Coche, fondée en 1218 par Hervé IV de Donzy et son épouse Mahaut de Courtenay[19], complètement dévastée par les huguenots au XVIe siècle ; il ne reste plus rien de cet établissement sinon quelques vestiges en forêt.
- Église Saint-Pierre-aux-Liens (XVe siècle), inscrite monument historique en 1929[33].
- Château de Vieux-Moulin (XIIIe siècle), inscrit monument historique en 1971[34]. Le photographe Alphonse Delaunay (1827-1906) a édité en 1864 un livre Souvenir d'Artonne sur la propriété d'Adolphe Asseline à Narcy et sur les environs. L'ouvrage est composé de 31 épreuves d'époque sur papier albuminé. Il y a dans l'album une photo de Vieux-Moulin et une de Viel Manay[35].
- Le belvédère coiffant la maison d'habitation de la ferme de la Bonneterie (d'où le maître du domaine, autrefois, surveillait sans être vu l'activité de l'exploitation)[36].

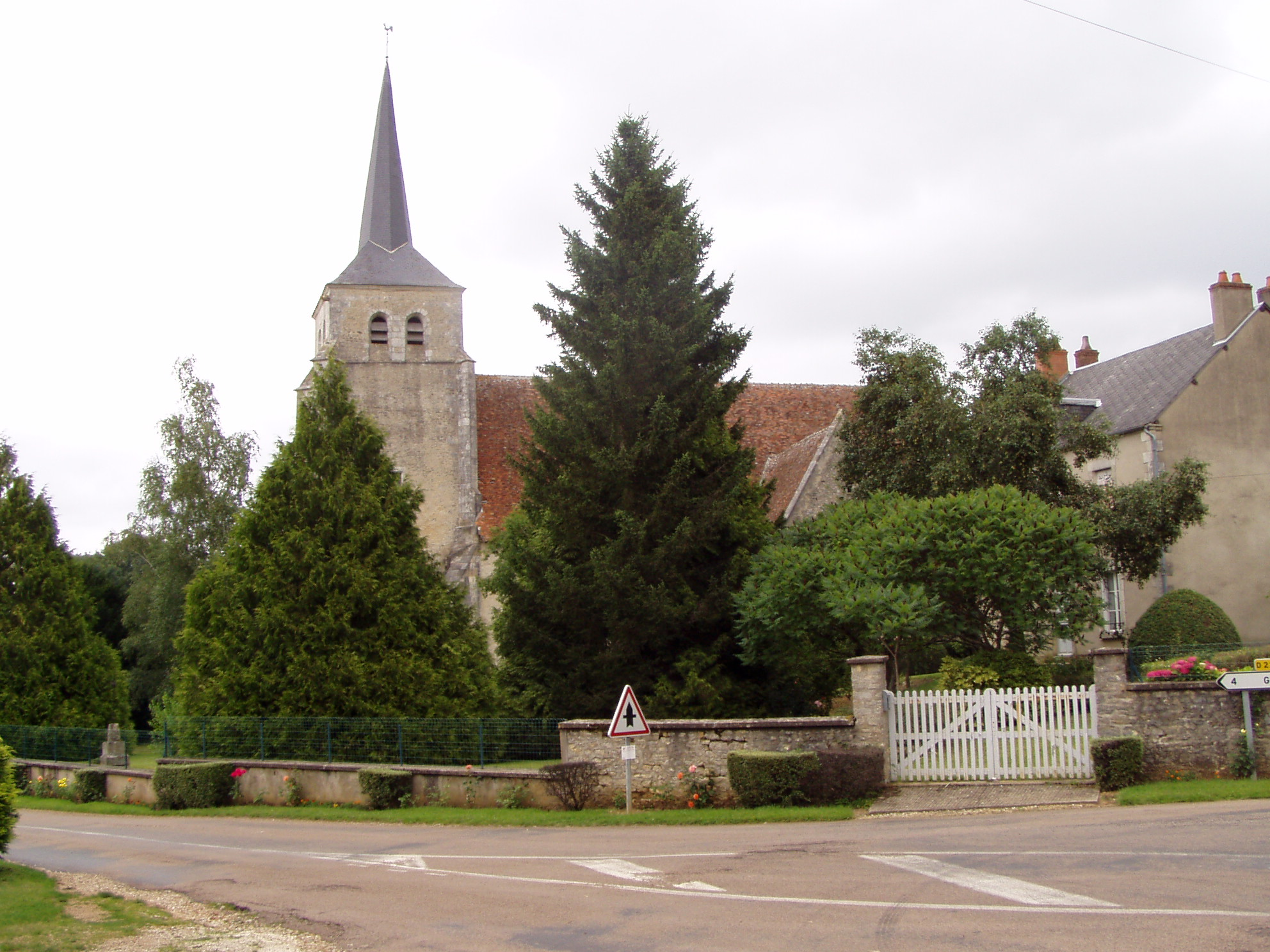
L'église Saint-Pierre-aux-Liens.
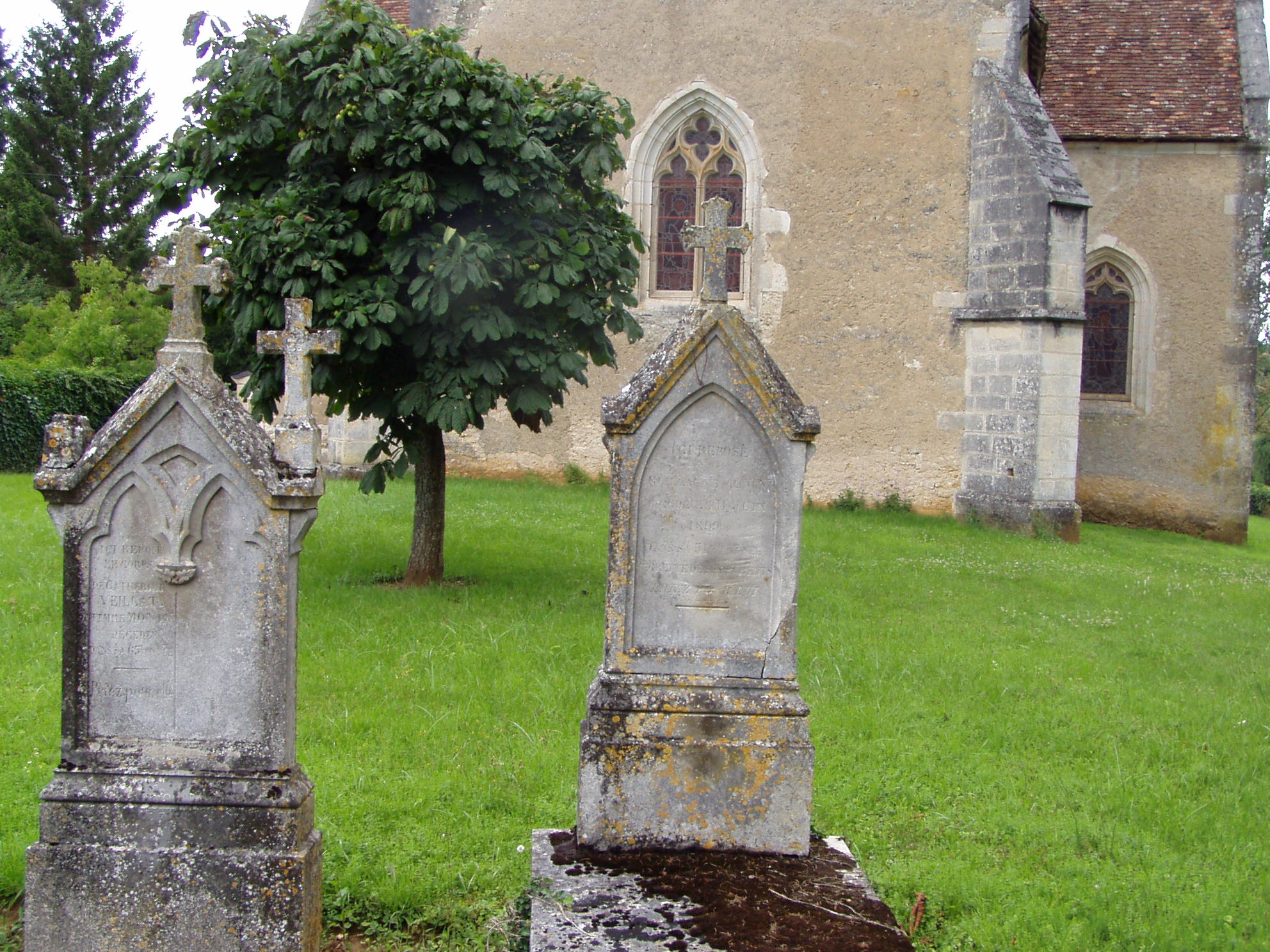
L'ancien cimetière de l'église Saint-Pierre-aux-Liens.

### Personnalités liées à la commune
- Le théologien protestant Théodore de Bèze (1519-1605) a séjourné au château de Vieux-Moulin[37].
- Edmond Richer (1560-1631), prieur commendataire de l'abbaye de Coche[19].
- Poète et pamphlétaire, Jacques Carpentier de Marigny (1615 / 1670) fut le prieur de Vielmanay, Coche, Cessy-les-Bois, Saint-Malo-en-Donziois[19],[38].
- Roger de Bussy-Rabutin (1618-1693), philosophe et écrivain épistolaire, pamphlétaire, satirique, libertin, membre de l'Académie française et seigneur de Vielmanay (vers 1650)[38].
- Théophile Dumangin (1810-1871), polytechnicien, fermier, géomètre, architecte et ingénieur des chemins de fer. Habite Vieux-Moulin de 1838 à 1840. Maire de Narcy en 1848. Fils du docteur Jean-Baptiste Dumangin (1744-1826), qui soigne et autopsie Louis XVII en juin 1795[39], et de sa seconde épouse, Anne de Coste de la Calprenède (1787-1842)[40].
- Les peintres russes Nathalie Gontcharoff et Michel Larionov ont séjourné et travaillé de juillet 1918 à mai 1919 au lieu-dit Les Pivotins[41].
- L'avocat et directeur de théâtre Paul Annet Badel a vécu au château de Vieux-Moulin avec sa compagne l'actrice Gaby Sylvia dans les années 1940. Précepteur des enfants Badel, l'écrivain Robert Kanters évoque cette époque dans ses souvenirs[42].